# Tetracladium komarovii
Tetracladium komarovii är en bladmossart som först beskrevs av Savicz-ljubitskaya, och fick sitt nu gällande namn av Brotherus 1925. Tetracladium komarovii ingår i släktet Tetracladium, klassen egentliga bladmossor, divisionen bladmossor och riket växter. Inga underarter finns listade i Catalogue of Life.